# PGC 996622
LEDA/PGC 996622 ist eine Galaxie im Sternbild Eridanus am Südsternhimmel, die schätzungsweise 377 Millionen Lichtjahre von der Milchstraße entfernt ist.